# Айседора (фильм)
«Айседора» (англ. Isadora) — британская драма, снятая режиссёром Карелом Рейшем в 1968 году. Лента основана на биографии знаменитой американской танцовщицы Айседоры Дункан. Сценарий к фильму был написан Мелвином Брэггом, Маргарет Дрэббл и Клайвом Экстоном на основе книги самой Айседоры Дункан «Моя жизнь» (англ. My Life) и книги Сьюэлла Стокса «Айседора Дункан: близкий портрет» (англ. Isadora Duncan: An Intimate Portrait). Главные роли исполнили Ванесса Редгрейв, Джеймс Фокс и Джейсон Робардс. Премьера фильма состоялась в декабре 1968 года в США.

## Сюжет
В конце своей жизни Айседора Дункан диктует мемуары своему секретарю и вспоминает наиболее яркие моменты своего прошлого. С самого детства она решила посвятить свою жизнь искусству и добилась огромного успеха, прослыв революционером в мире танцев. Однако искусство и любовь редко сочетались в её жизни, приводя к драматическим разрывам с возлюбленными. От двоих из них — художника Роджера и богатого промышленника Зингера — у неё были дети, которые погибли в результате трагического инцидента. В начале 1920-х годов произошёл резкий поворот в жизни Айседоры, когда она была приглашена в Советскую Россию и повстречалась с поэтом Сергеем Есениным.

## В ролях
- Ванесса Редгрейв — Айседора Дункан
- Джеймс Фокс — Гордон Крэйг
- Джейсон Робардс — Зингер
- Джон Фрэйзер — Роджер
- Звонимир Чрнко — Сергей Есенин
- Владимир Лесковар — «Бугатти»
- Синтия Харрис — Мари Дести
- Бесси Лав — мать Айседоры
- Тони Фогель — Рэймонд Дункан
- Уоллес Итон — Арчер

## Награды и номинации
- 1969 — приз лучшей актрисе (Ванесса Редгрейв) на Каннском кинофестивале.
- 1969 — номинация на премию «Оскар» за лучшую женскую роль (Ванесса Редгрейв).
- 1969 — две номинации на премию «Золотой глобус».
- 1970 — номинация на премию BAFTA: за лучший дизайн костюмов (Рут Майерс) и за лучший саундтрек (Терри Роулингс).
- 1970 — попадание в десятку лучших фильмов года по версии Национального совета кинокритиков США.